# のと鉄道七尾線
七尾線（ななおせん）は、石川県七尾市の七尾駅と同県鳳珠郡穴水町の穴水駅を結ぶ、のと鉄道が運営する鉄道路線である。能登半島中部の、七尾湾を臨む東岸を走っており、起点の七尾駅で西日本旅客鉄道（JR西日本）七尾線と接続している。

## 概要
当路線は、地元の悲願であったJR西日本七尾線津幡駅 - 和倉温泉駅間の電化が1991年（平成3年）に実現する運びになった際、JR西日本がその見返りとして、石川県に和倉温泉駅以北の路線を引き受けることを要求しため、当時能登半島先端の珠洲市まで延びていた能登線を運営していた第三セクター鉄道ののと鉄道が、その営業を引き継いだものである。転換にあたり、この路線が転換時に交付金等の支援が受けられる特定地方交通線ではなかったため、JR西日本から路線を買い上げるよりも借用が妥当と判断された。そのため線路等の施設はJR西日本がそのまま所有し、七尾駅 - 和倉温泉駅間 (5.1 km) はJR西日本との共用区間となっている。
当初は七尾駅 - 輪島駅間が移管されたが、乗客減少の著しい穴水駅 - 輪島駅間が2001年（平成13年）に廃止された。さらに2005年（平成17年）には能登線が廃止されたことにより、当路線は、のと鉄道唯一の営業路線となった。なお、当路線の穴水駅以南は能登線と一体的に運行されていたにもかかわらず存続となったが、これは七尾線の輸送密度が能登線を上回っていたことのほかに、全線を廃止にした場合における職員の雇用先の確保が難しいことや、北陸新幹線の開業による並行在来線の第三セクター転換（後のIRいしかわ鉄道）に備えて県関連組織に鉄道運営のノウハウを確保することなどもその理由として挙げられている。能登線廃止後は石川県の旅客鉄道で唯一の非電化路線となっている。
2024年1月1日の令和6年能登半島地震で、線内で線路の湾曲や線路上への土砂流入、各駅施設の損壊などの被害を受け、発災後から全線が運休となった。施設を保有しているJR西日本が復旧工事を担うこととなり、七尾駅 - 能登中島駅間は同年2月15日に運転を再開した。残余区間の能登中島駅 - 穴水駅間の復旧については、工事の進み具合をみて、改めて発表するとしていた。そして同年3月8日に同年4月6日より全区間で運行再開することが発表された。

### 路線データ
- 管轄・路線距離（営業キロ）：全長33.1 km
  - のと鉄道（第二種鉄道事業者）・西日本旅客鉄道（第一種鉄道事業者）：
    - 七尾駅 - 和倉温泉駅間 5.1 km

  - のと鉄道（第二種鉄道事業者）・西日本旅客鉄道（第三種鉄道事業者）：
    - 和倉温泉駅 - 穴水駅間 28.0 km
キロポストは移管前の七尾線のもの（津幡駅起点）がそのまま使用され、線内各踏切に記載されているキロ数表示も津幡駅からの通算表示となっている。
- 軌間：1067 mm
- 駅数：8駅（起終点駅含む）
- 複線区間：なし（全線単線）
- 電化区間：七尾駅 - 和倉温泉駅間（直流1500 V）
- 閉塞方式：特殊自動閉塞式
- 最高速度：80 km/h[2]
- IC乗車カード対応区間：なし

## 運行形態
普通列車のほかに、運賃のほか乗車整理券を必要とする観光列車「のと里山里海号」が運行されている。また、下記のほか、JR西日本との共用区間である七尾駅 - 和倉温泉駅間には「能登かがり火」「花嫁のれん」などのJR西日本の特急列車が運行されている。のと鉄道の列車は電化区間である七尾駅 - 和倉温泉駅間も含め、全列車とも気動車による運行である。

### 普通列車
普通列車は全列車各駅停車で、2024年（令和6年）6月時点ではすべて七尾駅 - 穴水駅間の運行となっている。おおむね1時間に1本程度の運行で、NT200単行（1両編成）が基本であるが、朝夕には2両編成も運転されている。以前は朝夕に3両編成や4両編成の運転もあった。「のと里山里海号」の運転日には、同列車の専用車両を併結したり、運休したりする普通列車がある。
2024年6月現在、穴水駅の始発は6時台、七尾駅の最終は21時台である。七尾駅 - 和倉温泉駅間にはJRの定期普通列車は運行されず、同区間の普通列車はすべて、のと鉄道が運行する。
2025年4月6日から5月11日までと同年7月19日から8月31日の土休日には、2024年1月1日に起きた令和6年能登半島地震の沿線の被害や復旧の状況を伝える「震災語り部観光列車」を「のと里山里海号」用の車両を使用し普通列車3往復に併結して運行している。

### のと里山里海号
2015年（平成27年）4月29日から運行されている観光列車である。専用のNT300形気動車を使用している。水曜日を除く平日は「カジュアルコース」、土日祝日は「ゆったりコース」として、平日・土日祝日ともに、朝に下り1本、正午前後に1往復、午後に1往復が運行されていた。2020年（令和2年）3月14日のダイヤ改正後は乗車のみの「乗車プラン」、飲食が付く「飲食付きプラン」に再編され、同年4月13日から新型コロナウイルス感染拡大防止のため運休し、同年7月4日に運行再開後は当面の間土日祝日のみの運行となっている。令和6年能登半島地震の影響で、2024年（令和6年）1月2日以降運休となっている。
午後の1往復が普通列車との併結で、朝の下り1本と正午前後の1往復が専用車両の単独運行である。専用車両に乗車する場合は運賃のほかに乗車整理券（500円、2020年3月14日現在）が必要である。平日（2020年4月以前は、祝日を除く水曜日）は朝の下り1本はNT200形の普通列車に差し替えられ、正午前後の1往復は運休、午後の1往復は専用車両の連結されない普通列車となる。
2020年（令和2年）3月までの平日に運行されていた「カジュアルコース」は、運賃と乗車整理券310円（2019年10月1日時点）で、予約不要で乗車できた。「乗車プラン」となった2020年（令和2年）3月14日のダイヤ改正後は予約が必要になったが、土日祝日も全列車で利用できるようになった。
土日祝日は、全席要予約の座席指定制で、スイーツ、寿司御膳、地酒を提供する「飲食付きプラン」（旧「ゆったりコース」）が設定されている。飲食付きプランの内容と料金は列車によって異なり、乗車区間の運賃と乗車整理券に加えて料理の料金が必要である。2020年（令和2年）3月までの「ゆったりコース」は、飲食付きは運賃と料理の料金、飲食なしは運賃と指定席料金（大人1530円、小人1020円、2019年10月1日現在）が必要であった。同年3月14日のダイヤ改正後は飲食なしで利用する場合、前述の「乗車プラン」として運賃と乗車整理券で利用できる。各駅に停車する列車もあるが、飲食付きプランは七尾駅 - 穴水駅間または和倉温泉駅 - 穴水駅間を利用する場合に限られ、途中駅では乗降できない。
能登中島駅では午後の上りを除き10分前後一時停車し、駅構内に保存されているオユ10形郵便車を見学できるほか、能登中島駅 - 穴水駅間の七尾湾沿いの3か所で停車・徐行する。このため普通列車よりも全線の所要時間は長くなる。
運行開始当初ゆったりコースが下り3本・上り2本、カジュアルコースが3往復設定されていたが、2016年3月26日のダイヤ改正でダイヤが共通化され両コースとも下り3本・上り2本となっている。

### 過去の運行形態
穴水駅から輪島駅や能登線珠洲駅方面への路線を有していた頃には、普通列車は七尾駅 - 輪島駅間と七尾駅 - 穴水駅間に能登線への直通を加えた3つの運行系統に分かれていた。さらに、北陸本線金沢駅から直通する急行「能登路」や、自社のパノラマ気動車NT800形を使用した急行「のと恋路号」が運転されており、JR同様急行料金が設定されていた（23キロまで100円、60キロまで310円、95キロまで520円）。しかし、輪島方面の急行は穴水駅 - 輪島駅間廃止に先立って2001年（平成13年）3月3日のダイヤ改正で廃止され、残る珠洲方面の急行についても、「能登路」は1年後の2002年（平成14年）3月23日のダイヤ改正で、「のと恋路号」はその半年後の同年10月21日に廃止された。現在はJRとのと鉄道とを直通する定期列車はないが、急行廃止後も両社間を直通運転する臨時列車が運転された実績がある。

## 利用状況

### 輸送実績
のと鉄道七尾線の近年の輸送実績を下表に記す。
表中、最高値を赤色で、最高値を記録した年度以降の最低値を青色で、最高値を記録した年度以前の最低値を緑色で表記している。
| 年度別輸送実績     | 年度別輸送実績             | 年度別輸送実績             | 年度別輸送実績             | 年度別輸送実績             | 年度別輸送実績 | 年度別輸送実績 |
| 年 度              | 輸送実績（乗車人員）：万人 | 輸送実績（乗車人員）：万人 | 輸送実績（乗車人員）：万人 | 輸送実績（乗車人員）：万人 | 輸送密度 人/日 | 特記事項       |
| ------------------ | -------------------------- | -------------------------- | -------------------------- | -------------------------- | -------------- | -------------- |
| 年 度              | 通勤定期                   | 通学定期                   | 定期外                     | 合計                       | 輸送密度 人/日 | 特記事項       |
| 2011年（平成23年） | 7.2                        | 44.3                       | 18.7                       | 70.2                       | 794            |                |
| 2012年（平成24年） | 6.1                        | 41.2                       | 20.4                       | 67.7                       | 778            |                |
| 2013年（平成25年） | 5.8                        | 39.4                       | 20.5                       | 65.7                       | 747            |                |
| 2014年（平成26年） | 6.0                        | 40.1                       | 20.3                       | 66.4                       | 775            |                |
| 2015年（平成27年） | 5.7                        | 38.3                       | 25.6                       | 69.6                       | 848            |                |
| 2016年（平成28年） | 6.2                        | 35.9                       | 23.6                       | 65.7                       | 799            |                |
| 2017年（平成29年） | 6.5                        | 32.9                       | 22.7                       | 62.1                       | 733            |                |
| 2018年（平成30年） | 6.5                        | 33.6                       | 22.5                       | 62.6                       | 745            |                |
| 2019年（令和元年） | 6.4                        | 34.5                       | 20.8                       | 61.7                       | 735            |                |
| 2020年（令和2年）  | 5.8                        | 26.1                       | 10.2                       | 42.1                       | 492            |                |
| 2021年（令和3年）  | 6.1                        | 28.8                       | 11.2                       | 46.1                       |                |                |
| 2022年（令和4年）  | 5.8                        | 28.3                       | 14.5                       | 48.6                       |                |                |
| 2023年（令和5年）  | 4.7                        | 26.0                       | 15.4                       | 46.1                       |                |                |

管内鉄軌道事業者輸送実績（国土交通省北陸信越運輸局）、鉄道統計年報運輸成績表（国土交通省）より抜粋。

## 使用車両
- NT200形
- NT300形（観光列車「のと里山里海号」用）

### 過去の車両
※転換後の使用車両
- NT100形
- NT800形

### 過去の乗り入れ車両
- キハ58系

## 廃線区間（穴水駅 - 輪島駅間）
かつては穴水駅から輪島駅まで路線が延びていた。のと鉄道七尾線の一部で、輪島線と称する区間である。廃止2年前の1998年（平成10年）には能登三井駅の交換設備が廃止され、輪島駅 - 穴水駅間が1つの閉塞区間となって廃線を迎えた。
この区間の廃止が取り沙汰されるようになったのは、七尾線七尾駅 - 輪島駅間の引き受け後、のと鉄道が多額の赤字を計上しており、その大半を七尾線の赤字が占めていたためである。この区間の赤字の要因の一つは乗客の流出であり、背景としてはモータリゼーションの加速が挙げられる。七尾線の穴水駅 - 輪島駅間は簡易線の規格で建設されたために線形が悪く、鉄道がスピードアップできない一方、鉄道に沿って能登有料道路を始めとする道路網が開通したため、自動車が圧倒的に有利な状況にあった。例えば、県庁所在地の金沢市と輪島市の間には当時からJR七尾線・のと鉄道七尾線に平行して高速バス「奥能登特急」（現・輪島特急）が運行されていたが、このバスの所要が2時間で運賃が2000円であるのに対して、七尾市を経由するため高速バスより10 km近く遠回りとなるJR・のと鉄道では所要2時間50分で運賃2400円、急行「能登路」を利用しても所要2時間20分を要した。また、七尾線の運行に関わる支出には、前述の経緯により、JR西日本に対する約1億3400万円にも上る線路・設備使用料が含まれており、これが経営を圧迫したとも考えられている。廃止が決定した際、石川県知事の谷本正憲は「道路整備の進展が皮肉なことにのと鉄道を廃止に追い込んだ」とコメントした。
このように厳しい経営が予想される中、能登空港開港に伴う交通再編が想定されたこともあって2000年（平成12年）3月に廃線が決定、翌年に廃止された。これは国鉄民営化後に第三セクターに移管された路線が廃止された初めての事例となった。廃止後、能登中央バスが代替バスの運転を開始し、運営主体が北鉄奥能登バスに変わって現在に至る。
廃線跡は全区間、レール・枕木、鉄橋が撤去され、トンネルは鉄板で塞がれている。跡地の一部は、石川県道1号七尾輪島線（輪島道路）の道路用地や、住宅、駐車場などに利用されている。

## 歴史
七尾線自体は地元有志により設立された「七尾鉄道」を前身とするが、のと鉄道に転換された七尾駅 - 輪島駅間に限れば、すべて国有化後に国鉄（鉄道省）の手によって建設・開業された区間である。のと鉄道七尾線の原型となる七尾駅以北の路線が着工されたのは、津幡駅 - 七尾駅間の開業から26年経った1924年（大正13年）夏のことで、1935年（昭和10年）に輪島駅まで全通となった。
七尾線一部区間ののと鉄道への転換が議論されるようになったのは、七尾線の電化に関する議論が本格化した1987年（昭和62年）からで、1989年（昭和64年）には七尾 - 輪島間について、のと鉄道への運営方式の変更が運輸省に申請され、1991年（平成3年）には早くも転換された。特定地方交通線以外の路線が第三セクターに転換された初めての事例である。

### 年表
- 1924年（大正13年）夏：七尾駅以北の工事が着工
- 1925年（大正14年）12月15日：国鉄 七尾線 七尾 - 和倉間延伸開業。和倉駅（現在の和倉温泉駅）が開業。
- 1928年（昭和3年）10月31日：和倉駅 - 能登中島駅間が延伸開業。田鶴浜駅、笠師保駅、能登中島駅が開業。
- 1932年（昭和7年）8月27日：能登中島駅 - 穴水間延伸開業。西岸駅、能登鹿島駅、穴水駅が開業。
- 1935年（昭和10年）7月30日：穴水駅 - 輪島駅間延伸開業により全線開通。能登三井駅、能登市ノ瀬駅、輪島駅が開業。
- 1972年（昭和47年）3月14日：列車集中制御装置 (CTC) を導入。
- 1976年（昭和51年）4月1日：穴水駅 - 輪島駅間の貨物営業廃止。
- 1980年（昭和55年）7月1日：和倉駅が和倉温泉駅に改称。
- 1984年（昭和59年）2月1日：七尾駅 - 穴水駅間の貨物営業廃止。
- 1987年（昭和62年）4月1日：国鉄分割民営化により、JR西日本が継承。
- 1991年（平成3年）9月1日：のと鉄道七尾線 七尾駅 - 輪島駅間 (53.5 km) 開業（第二種鉄道事業。和倉温泉駅 - 輪島駅間の経営をJR西日本から移管）[1]。
- 1998年（平成10年）12月8日：能登三井駅における閉塞の取扱を廃止。
- 2001年（平成13年）
  - 3月1日：急行「能登路」の輪島駅発着列車を廃止。
  - 4月1日：穴水駅 - 輪島駅間 (20.4 km) 第二種鉄道事業廃止。同時にJR西日本の第三種鉄道事業廃止。
- 2002年（平成14年）
  - 3月23日：急行「能登路」廃止。
  - 10月21日：急行「のと恋路号」廃止。これをもって線内の急行列車が全廃となる
- 2007年（平成19年）3月25日：平成19年（2007年）能登半島地震により運休。30日始発から全線で運転再開。
- 2015年（平成27年）4月29日：観光列車「のと里山里海」を運転開始。
- 2024年（令和6年）
  - 1月1日：夕方に発生した令和6年能登半島地震により、この日から全線運休となる[33][34]。
  - 1月29日：朝夕の通勤通学の時間帯に限り、代行バスの運行開始[35]。七尾駅 - 穴水駅（2往復）・能登中島駅（1.5往復）・田鶴浜駅（2往復）・和倉温泉駅（1.5往復）のいずれも上下7便[36]。
  - 2月15日：和倉温泉駅 - 能登中島駅間が1日8往復の臨時ダイヤで運転再開[7][9][37]。同日から、代行バスの運行区間が能登中島駅 - 穴水駅間となり、のと鉄道七尾線のダイヤに合わせて1日8往復の運行で、日中にも運行される[8]。
  - 4月6日：全区間で運転再開。ただし、当面は一部区間で徐行運転を行う[10][38][39]。これにより、能登中島 - 穴水間の代行バスの運行は、前日の4月5日をもって終了した。
  - 9月16日：能登半島地震の教訓を乗客に伝える「語り部列車」の運行を開始[40]。
- 2025年（令和7年）4月6日：団体客限定の臨時列車だった「震災語り部観光列車」の定期運行を土休日に普通列車併結運転で開始（個人でも原則予約制）[41][18]。

## 駅一覧
- 七尾駅 - 和倉温泉駅間はJR西日本と線路および駅施設を共用している。
- 全列車が全駅に停車。
- 笠師保駅を除く全駅で列車交換可能
- 全駅石川県に所在。

| 電化方式 | 駅名       | 営業キロ | 営業キロ | 接続路線・備考         | 所在地        |
| 電化方式 | 駅名       | 駅間     | 累計     | 接続路線・備考         | 所在地        |
| -------- | ---------- | -------- | -------- | ---------------------- | ------------- |
| 直流     | 七尾駅     | -        | 0.0      | 西日本旅客鉄道：七尾線 | 七尾市        |
| 直流     | 和倉温泉駅 | 5.1      | 5.1      |                        | 七尾市        |
| 非電化   | 田鶴浜駅   | 3.5      | 8.6      |                        | 七尾市        |
| 非電化   | 笠師保駅   | 4.1      | 12.7     | 列車交換不可           | 七尾市        |
| 非電化   | 能登中島駅 | 3.6      | 16.3     |                        | 七尾市        |
| 非電化   | 西岸駅     | 6.2      | 22.5     |                        | 七尾市        |
| 非電化   | 能登鹿島駅 | 4.3      | 26.8     |                        | 鳳珠郡 穴水町 |
| 非電化   | 穴水駅     | 6.3      | 33.1     |                        | 鳳珠郡 穴水町 |

### 廃止区間
- 2001年（平成13年）4月1日廃止。データは廃止日時点のもの。穴水駅を除く全駅が同日付で廃駅。
- この区間は全て非電化。
- 累計営業キロは七尾駅からのもの。
- 末期は穴水駅を除き列車交換不可（交換設備の撤去については各駅記事を参照）。
- 全駅石川県に所在。

| 駅名         | 営業キロ | 営業キロ | 所在地       |
| 駅名         | 駅間     | 累計     | 所在地       |
| ------------ | -------- | -------- | ------------ |
| 穴水駅       | -        | 33.1     | 鳳珠郡穴水町 |
| 能登三井駅   | 11.0     | 44.1     | 輪島市       |
| 能登市ノ瀬駅 | 5.0      | 49.1     | 輪島市       |
| 輪島駅       | 4.4      | 53.5     | 輪島市       |

### 過去の接続路線
- 穴水駅：のと鉄道能登線 ※2005年（平成17年）4月1日廃止

## 運賃
会社記事を参照。